# Dufourea longispinis
Dufourea longispinis är en biart som först beskrevs av Wu 1987.  Dufourea longispinis ingår i släktet solbin, och familjen vägbin. Inga underarter finns listade i Catalogue of Life.